# Министерство культуры и исламской ориентации Ирана
Министерство культуры и исламской ориентации Исламской Республики Иран (перс. وزارت فرهنگ و ارشاد اسلامی جمهوری اسلامی ایران‎) — государственный орган исполнительной власти Ирана, осуществляющий функции по выработке государственной политики и нормативно-правовому регулированию в сфере культуры, искусства, кинематографии и средств массовой информации.

## История
Решением Совета Исламской революции от 7 марта 1978 года было образовано Министерство культуры и высшего образования, сформированное путём интеграции Министерства культуры и искусства и Министерства науки и высшего образования.
Министерство культуры и исламской ориентации Исламской Республики Иран было учреждено 3 марта 1987 года на базе Министерства культуры и высшего образования ИРИ и Министерства исламской ориентации, преобразованного из Министерства информации и туризма, которое 28 мая 1979 года было переименовано в Министерство национальной ориентации.

## Компетенция
Министерство осуществляет правовое регулирование, а также разрабатывает и вносит проекты нормативных актов по вопросам: культуры, искусства, кинематографии, аудиовизуальных произведений, историко-культурного наследия, международного культурного и информационного сотрудничества, хаджа и зиярата.

## Задачи
- Духовное развитие общества, основанное на вере и благочестии.
- Культурный суверенитет общества от влияния иностранных культур.
- Содействие повышению осведомленности общества в различных областях и сферах жизни.
- Развитие и распространение исламской культуры и искусства.
- Пропаганда исламских ценностей, разъяснение целей и задач исламской революции в Иране.
- Расширение культурных связей с народами мира.
- Создание условий для сближения и единения мусульман мира[3].

## Структура
- Административный департамент
- Департамент кинематографии и аудиовизуальных произведений
- Департамент культуры
- Департамент искусства
- Департамент планирования и развития
- Департамент хаджа и зиярата
- Департамент информации и общественных связей
- Департамент изучения и планирования СМИ[4].

## Подведомственные организации
- Организация по кинематографии и аудиовизуальных произведений;
- Совет по общественной культуре
- Национальный фонд компьютерных игр
- Организация по дела хаджа и зиярата
- Организация по делам вакуфа и благотворительности
- Организация по культуре и исламским связям
- Штаб примечетных культурных центров
- Научно-исследовательский институт культуры, искусства и коммуникации
- Информационное агентство Исламской Республики «ИРНА»
- ِУправления публичных библиотек
- Общество культурного наследия[5].

## Руководство

### Министры культуры и исламской ориентации ИРИ
- Насер Миначи (4 февраля 1979 года — 6 ноября 1979 года)
- Аббас Дуздузани (1980 год — 1981 год)
- Абдулмаджид Меадихах (1981 — 1982 год)
- Мохаммад Хатами (12 сентября 1982 года — 24 мая 1992 года)
- Али Лариджани (12 сентября 1992 года — 28 августа 1994 года)
- Мостафа Мирсалим (28 августа 1994 года — 19 августа 1997 года)
- Атаоллах Мохаджерани (19 августа 1997 года — 19 декабря 2000 года)
- Ахмад Масджед-Джамеи (19 декабря 2000 года — 2 августа 2005 года)
- Мохаммад-Хосейн Саффар-Харанди (21 августа 2005 года — 23 июля 2009 года)
- Сейед Мохаммад Хосейни (3 сентября 2009 года — 15 августа 2013 года)
- Али Джаннати (15 августа 2013 года — 19 октября 2016 года)
- Аббас Салехи (19 октября 2016 года — 1 ноября 2016 года)
- Реза Салехи-Амири (с 1 ноября 2016 года)